# Soñemos
Soñemos es un cortometraje documental argentino en blanco y negro dirigido por Luis César Amadori que se estrenó en 1951 y fue protagonizado por Fanny Navarro y la actriz infantil Diana Myriam Jones.

## Reparto
- Diana Myriam Jones ... Blanquita
- Fanny Navarro ...voz en off

## Premio
La Academia de Artes y Ciencias Cinematográficas de la Argentina en 1951 le otorgó a esta película una mención especial y otra a la actriz infantil Diana Myriam Jones por su actuación en ella.

## Comentario
El filme comienza con escenas de ficción. En una calle oscura, una ambulancia se lleva al padre de una niña, que se llama Blanquita, que se queda sola en una casa modesta en tanto una voz 
over femenina explica que la madre acompañará al padre. Esa misma voz describe, en tercera persona, cómo vive, qué posee, qué hace, siente y piensa la niña. Blanquita se sienta en el umbral de su casa para esperar a su mamá; en ese momento se intercala el contraplano de un auto en el que se puede leer la palabra “visitadoras”, con dos mujeres uniformadas que al ver a la niña se miran entre sí anunciando que algo sucederá. A continuación se ve a Blanquita despertando en una cama. Ubicada en un dormitorio en el que hay un sinnúmero de niñas como ella, todas vestidas con pijama blanco y su respectiva salida de baño, todas con muñecas, todas felices. 
Luego la voz over voz over describe las imágenes y los pensamientos de la niña (“esto no es sueño, es realidad”) y formula los diálogos de Blanquita con los otros niños, o con la joven y bella preceptora mientras se van mostrando, con la participación de la protagonista, las instalaciones, juegos, servicios y regalos que brinda la Ciudad Infantil. Al final del día se ve a Blanquita nuevamente en su cama acompañada por la preceptora y, por primera vez, cada personaje toma la palabra. La niña agradece al “hada” que la llevó a ese lugar y la preceptora mira hacia afuera del campo. El contraplano trae un cuadro del rostro de Eva Perón cruzado transversalmente por un haz de luz. La preceptora aclara a Blanquita que esa no es un hada: “Es solamente una mujer, un corazón, una compañera de todos los humildes y la esperanza de todos los indefensos” y, finalmente, la voz over hace el cierre agradeciendo a Eva Perón “que no duerme para que los niños de la patria sueñen”. Aquí hay un antes y un después en la historia de Blanquita. El antes está connotado por la pobreza, la enfermedad y la soledad; mientras que el después que provee la Fundación Eva Perón brilla en todas direcciones. 